# The Artful Dodger (serie televisiva)
The Artful Dodger è una serie televisiva australiana ideata da James McNamara, David Maher e David Taylor e diretta da Jeffrey Walker, Corrie Chen e Gracie Otto. Sequel spin-off del romanzo di Charles Dickens Oliver Twist (1838) vede come protagonisti Thomas Brodie-Sangster, David Thewlis e Maia Mitchell.

## Trama
Australia, XIX secolo. Jack Dawkins, un ex ufficiale medico della Royal Navy, si afferma come uno stimato giovane chirurgo. Tuttavia, una vecchia conoscenza, Fagin, ricompare, costringendo Jack, un ex borseggiatore di Londra noto come "Artful Dodger", a tornare a una vita di furti.

## Episodi
| nº | Titolo originale        | Titolo italiano       | Pubblicazione AUS | Pubblicazione Italia |
| -- | ----------------------- | --------------------- | ----------------- | -------------------- |
| 1  | The Yankee Dodge        | Lo Yankee Dodge       | 29 novembre 2023  | 17 gennaio 2024      |
| 2  | Blessings of St. Coccyx | Santa Coccige         | 29 novembre 2023  | 17 gennaio 2024      |
| 3  | Dead Men's Secrets      | I segreti dei morti   | 29 novembre 2023  | 17 gennaio 2024      |
| 4  | The Stitch Up           | La sutura             | 29 novembre 2023  | 17 gennaio 2024      |
| 5  | The Duel                | Il duello             | 29 novembre 2023  | 17 gennaio 2024      |
| 6  | Bully in the Alley      | Proibizionismo        | 29 novembre 2023  | 17 gennaio 2024      |
| 7  | Wet Lettuce             | Pappamolle            | 29 novembre 2023  | 17 gennaio 2024      |
| 8  | Untapped Potential      | Potenziale inespresso | 29 novembre 2023  | 17 gennaio 2024      |

## Personaggi e interpreti

### Principali
- Artful Dodger / Jack Dawkins, interpretato da Thomas Brodie-Sangster.
Evaso dalla prigione, Jack si imbarca in un vascello della Royal Navy dove grazie alle sue abili dita diviene un apprendista chirurgo. Decorato nella guerra di Crimea, viene raccomandato a prestare servizio nella colonia di Port Victory, dove trova impiego al Royal Hospital.
- Norbert Fagin, interpretato da David Thewlis.
Padre surrogato di Jack e ladro detenuto. Deportato in Australia, a Port Victory, trova Dawkins quindici anni dopo il suo arresto e lo persuade a nominarlo suo assistente.
- Lady Belle Fox, interpretata da Maia Mitchell.
Figlia maggiore del governatore, studia medicina da autodidatta e porta innovazioni all'ospedale locale gestito dal padre. Interesse amoroso di Jack, vuole essere formata da lui per diventare la prima donna chirurga.
- Lucien Gaines, interpretato da Damon Herriman.
Crudele ispettore e comandante della colonia con la passione per l'impiccagione.

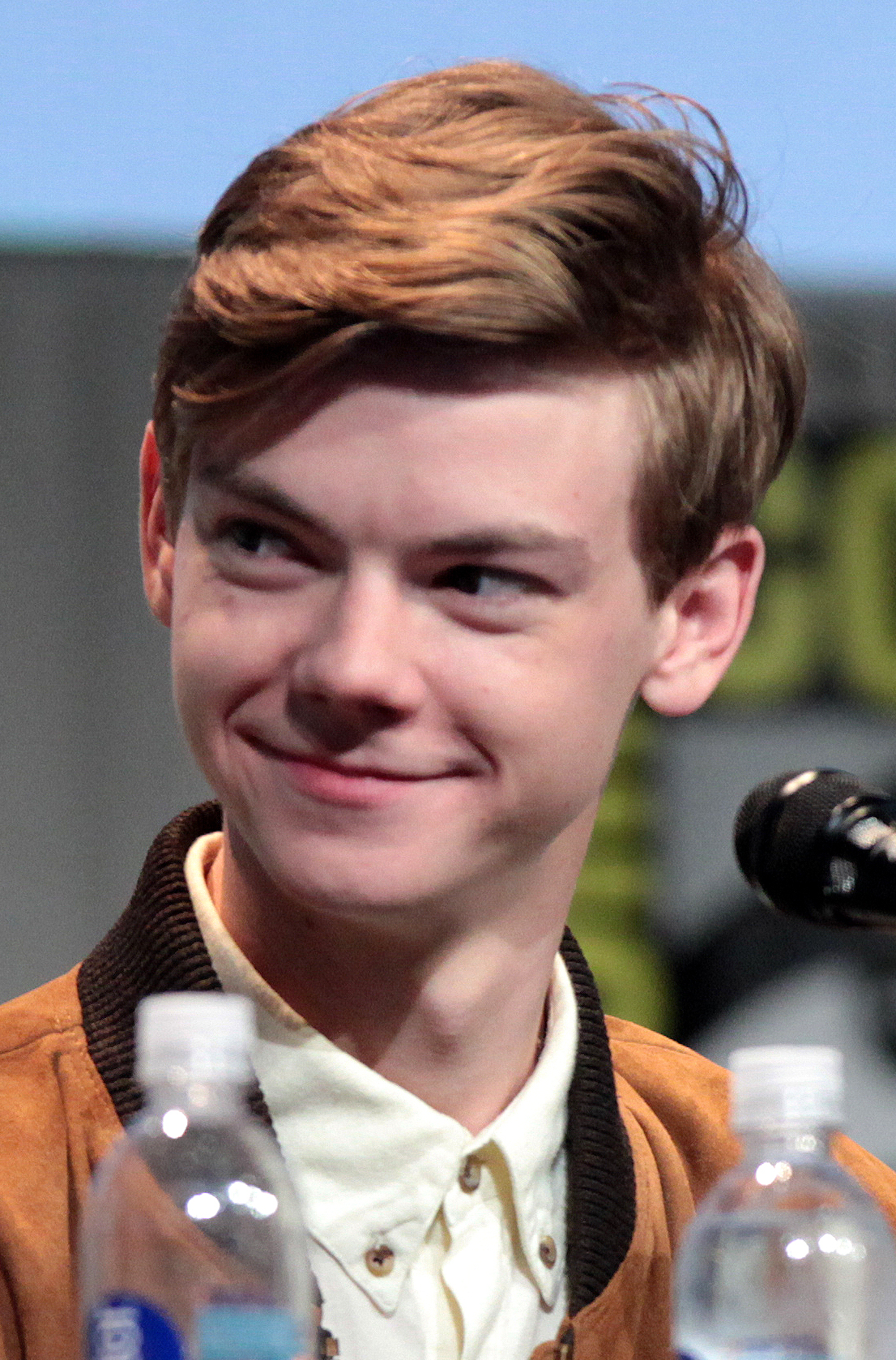
Thomas Brodie-Sangster
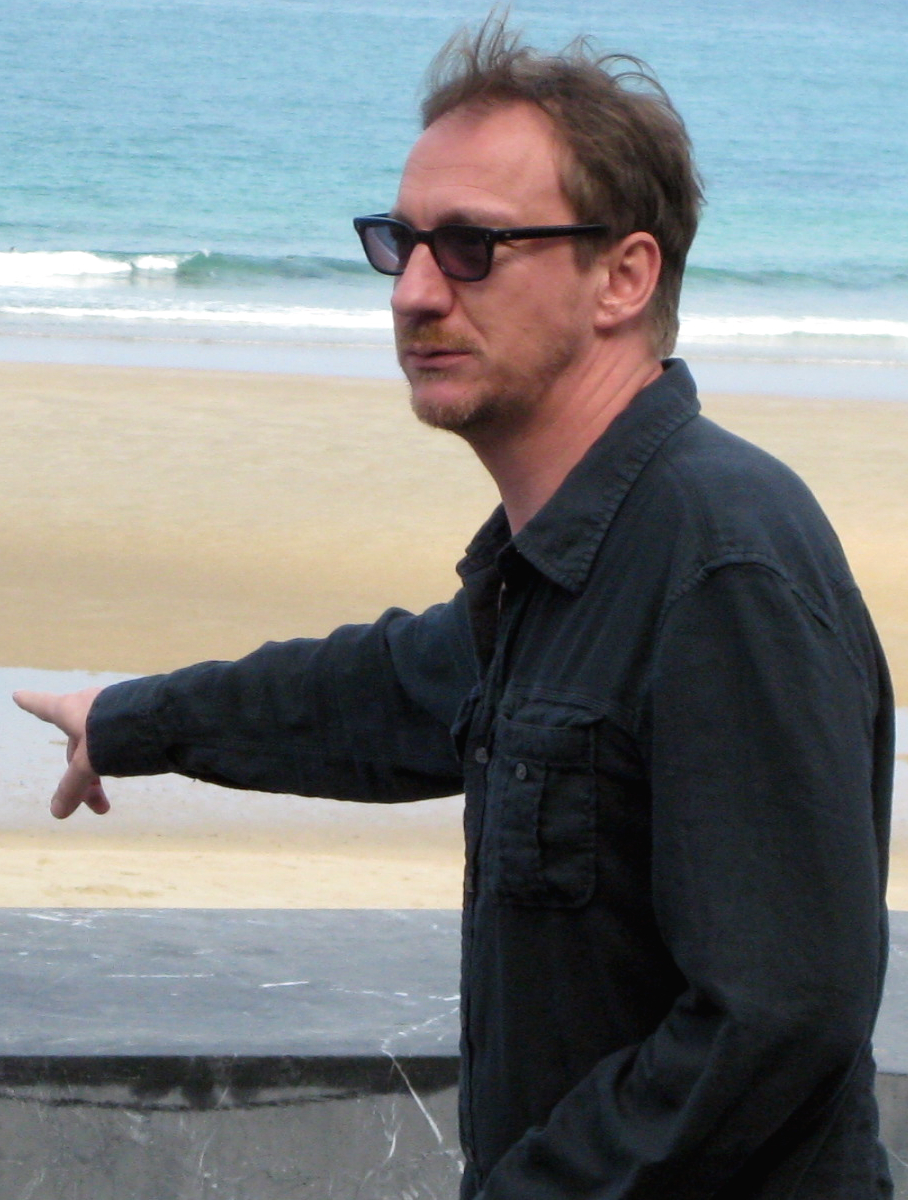
David Thewlis
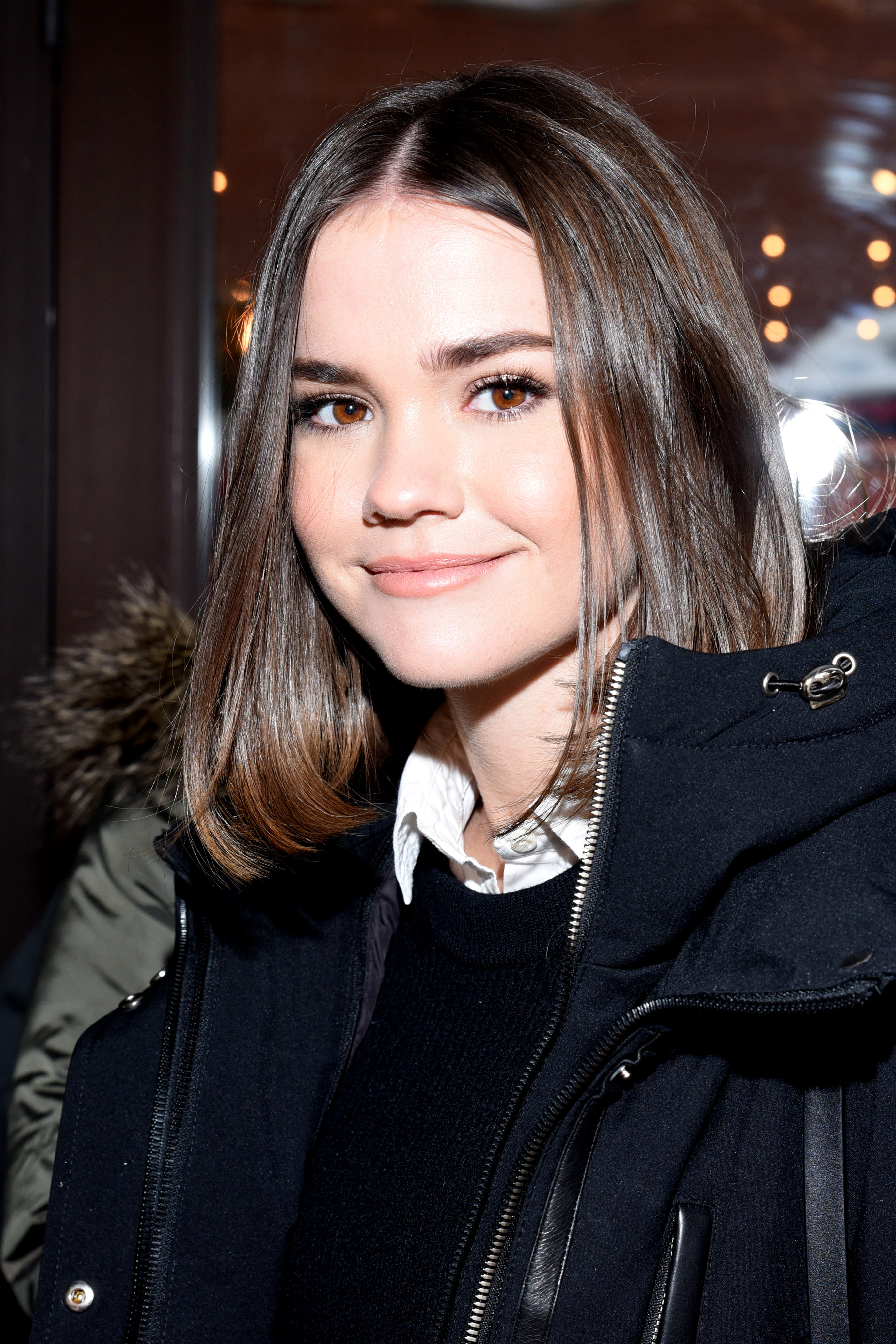
Maia Mitchell
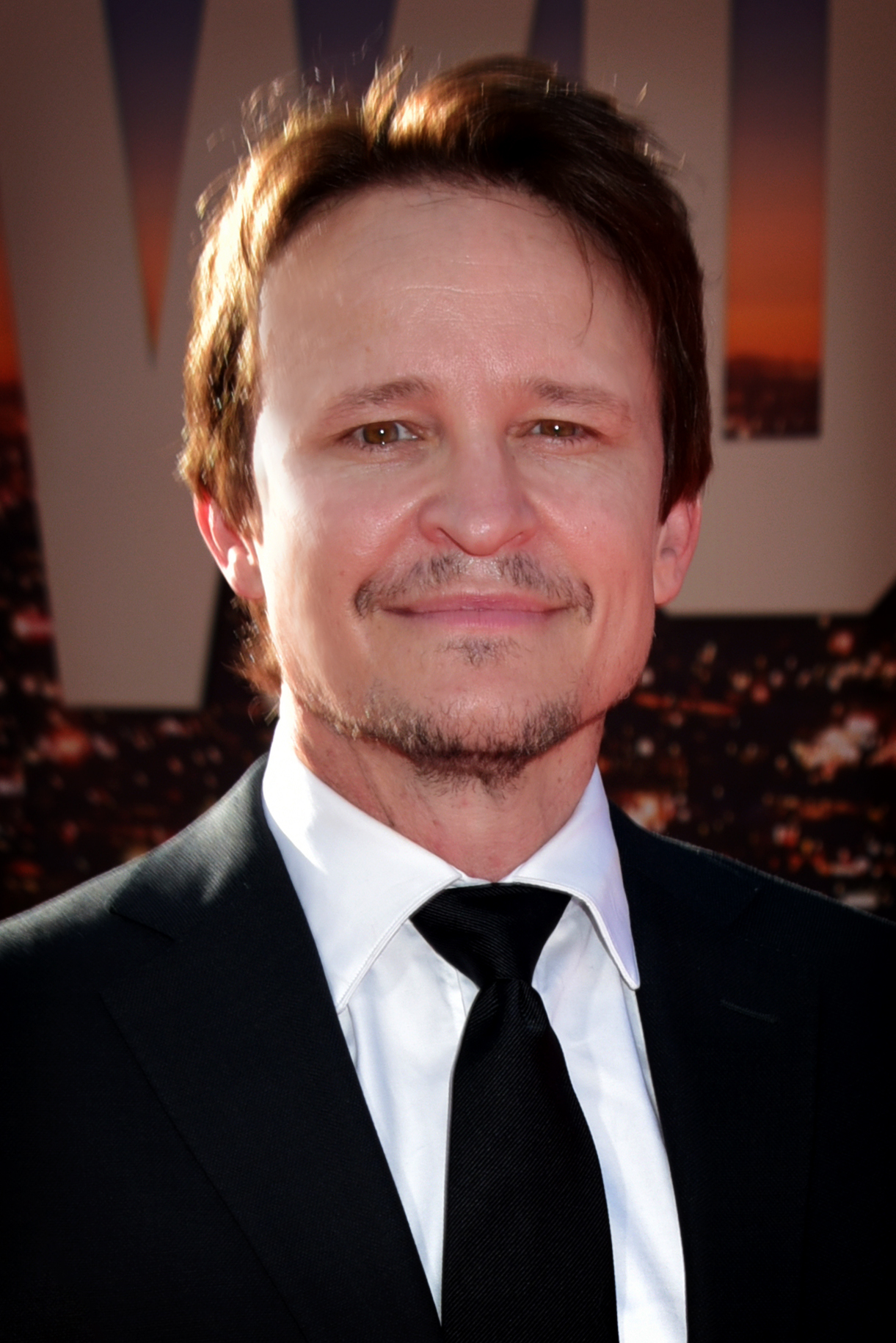
Damon Herriman

### Ricorrenti
- Lady Fanny Fox, interpretata da Lucy-Rose Leonard.
Sorella minore di Belle
- Edmund Fox, interpretato da Damien Garvey.
Governatore della colonia di Port Victory e padre di Belle e Fanny.
- Lady Jane Fox, interpretata da Susie Porter.
Moglie di Edmund e madre di Belle e Fanny.
- Red/Frances Scrubbs, interpretato da Miranda Tapsell.
Domestica dei Gaines e astuta ladra.
- Rosemary "Rotty" Falkirk, interpretata da Brigid Zengeni.
Maîtresse e amante di Edmund.
- Darius Cracksworth, interpretato da Tim Minchin.
Capitano di porto lestofante con cui Jack ha un enorme debito di gioco.
- Marianne Cracksworth, interpretata da Andrea Demetriades.
Moglie di Darius.
- Peggy Gaines, interpretata da Jessica De Gouw.
Moglie fedifraga di Lucien.
- Dott. Rainsford Sneed, interpretato da Nicholas Burton.
Collega e rivale di Jack in ospedale.
- Hetty Baggett, interpretata da Vivienne Awosoga.
Esperta infermiera che assiste Jack nelle operazioni.
- Prof. Alistair McGregor, interpretato da Kym Gyngell.
Primario di chirurgia dipendente dall'alcol e superiore di Jack e Rainsford.
- Aputi Savea, interpretato da Albert Latailakepa.
Ex baleniere, campione di boxe e aiutante di Jack e Fagin.
- Bayani Rivera/Flashbang, interpretato da Aljin Abella.
Aiutante di Jack e Fagin.
- Tim Billiberliary, interpretato da Luke Carroll.
Aiutante di Jack e Fagin.
- Padre Cruikshanks, interpretato da Huw Higginson.
Parroco della chiesa locale.
- Monks, interpretato da Ezekiel Simat.
Piccolo criminale, fratellastro di Oliver Twist e nemesi di Jack.
- Oliver Twist, interpretato da Hal Cumpston.
Ex amico di Jack parzialmente responsabile della sua rovina. Arriva a Port Victory con un carico prezioso di oro e per chiedere la mano di Fanny.

## Produzione
Il progetto è stato annunciato nel maggio 2022. La serie è una coproduzione tra Curio Pictures di Sony Pictures Television e Beach Road Pictures. 
È stata creata da James McNamara, David Maher e David Taylor. Gli sceneggiatori includono McNamara, Andrew Knight, Vivienne Walshe e Dan Knight, con Miranda Tapsell come consulente storica. È prodotta da Jeffrey Walker, anche regista, insieme a Corrie Chen e Gracie Otto.
Il 20 novembre 2024 Hulu ha rinnovato la serie per una seconda stagione.

### Casting
Nel novembre 2022 è stato confermato il cast principale con Thomas Brodie-Sangster, David Thewlis e Maia Mitchell. Brodie-Sangster e Mitchell hanno letto i dossier dei casi storici della vita reale dell'epoca e hanno avuto medici esperti per aiutarli nei loro ruoli.
Il cast include gli attori australiani Damon Herriman, Miranda Tapsell, Tim Minchin e Susie Porter. Nel febbraio 2025 sono stati scritturati Luke Bracey, Jeremy Sims e Zac Burgess nel cast della seconda stagione.

### Riprese
La lavorazione è avvenuta a Sydney, per cinque mesi. La produzione ha avuto accesso ad un ex ospedale psichiatrico a Sydney, preservato dal XIX secolo, e ha circondato gli edifici in pietra arenaria esistenti con set permanenti.
I luoghi delle riprese includono anche Elizabeth Farm nella periferia occidentale di Sydney, il cimitero di Rookwood, Callan Park e il promontorio settentrionale di Botany Bay, Cape Banks.
Le riprese della seconda stagione sono iniziate a Callan Park nel febbraio 2025.

## Distribuzione
La prima stagione della serie è stata distribuita in Australia sulla piattaforma streaming Disney+ il 29 novembre 2023. Nel resto del mondo è stata resa disponibile il 17 gennaio 2024 sulla stessa piattaforma. In America Latina è presente sul servizio Star+ e su Hulu negli Stati Uniti.

## Accoglienza

### Critica
La serie ha ricevuto recensioni positive dalla critica. Rotten Tomatoes riporta il 92% delle recensioni professionali positive basato su 25 critiche. Il consenso critico del sito web indica: «Con maliziosa solennità dall'ottimo cast di Thomas Brodie-Sangster e David Thewlis, The Artful Dodger borseggia da Dickens e sfrutta al massimo la sua iconica creazione.» Metacritic, invece, ha assegnato un punteggio di 67 su 100 basato su 11 recensioni, indicando "recensioni generalmente favorevoli".
Luke Buckmaster del Guardian ha assegnato quattro stelle su cinque alla serie, definendola una «commedia nera», e ha elogiato il montaggio per aver aiutato la serie a mantenere un «energia sfrenata» Maggie Lovitt di Collider descrive: «cast stellare, magnifici costumi, audace colonna sonora e una trama sorprendente, la serie è senza dubbio una delle migliori e più originali al debutto in streaming quest'anno.» Dan Einav del Financial Times ha apprezzato le interpretazioni, affermando: «Thewlis ruba ogni scena» e «Brodie-Sangster è ben integrato nel cast come un giovane intrappolato tra il suo innato spirito malizioso e gli sforzi per essere un professionista responsabile.»